# Miss Slovenije 1967
Miss Slovenije 1967 je bilo lepotno tekmovanje, ki je potekalo 24. junija 1967 v Festivalni dvorani na Bledu.
Organizirala sta ga Politika Bazar in TD Bled. Tekmovalo je 16 deklet. Na razpis se je prijavilo okoli 60 deklet, izbrali so jih 6, zraven pa povabili še nekaj fotomodelov. Podjetje EMO iz Celja je ob tej priložnosti organiziralo nagradno akcijo »Huraaa za novo miss«, v kateri je izžrebalo tri dobitnike peči na olje »Emo-5«. Dekleta so bila nastanjena v hotelu Park.
Prireditev je vodil Mića Orlović.

### Uvrstitve in nagrade
- zmagovalka Milojka Runko, 19 let, študentka 2. letnika francoskega in angleškega jezika, Ljubljana. 500.000 dinarjev in ura Darwil.[nb 1]
- 1. spremljevalka Saša Zajc, 19 let, prodajalka (uslužbenka), Ljubljana. 300.000 dinarjev
- 2. spremljevalka Breda Pinterič, 17 let, Maribor. 200.000 dinarjev

Vse tri so odšle na jugoslovanski izbor.

### Žirija
V njej so sedeli tudi Boštjan Hladnik, Nikica Marinović (miss Jugoslavije 1966), novinar Džavid Husić in režiser Angel Miladinov.

### Kritika
Vstopnina je bila med dva in tri tisoč dinarjev.

## Miss Jugoslavije 1967
Tekmovanje za najlepšo Jugoslavije je bilo 1. oktobra 1967 v dvorani študentskega centra (Savska 25) v Zagrebu. Nastopilo je 24 deklet, ki so se zbrala dva dni prej v zagrebškem hotelu Esplanade.

### Uvrstitve
- zmagovalka Aleksandra Mandić, 19 let, Sarajevo
- 1. spremljevalka Ivona Puhiera, Dubrovnik
- 2. spremljevalka Saša Zajc, Ljubljana. Ob podelitvi je nosila kreacijo Aleksandra Joksimovića iz kolekcije Simonida.

### Glasbeni gostje
Arsen Dedić se je predstavil s pesmijo Balada o zmaju koji je gutao krasne dame.

### Kritike
Novi čevlji so bili pretesni. Tekmovalke so dve uri stale v nekakšnih okvirih, da bi se jih publika nagledala, zaradi česar so imele zatekle noge. Breda Pinterič je hitro odpadla kljub strogi dieti, Milojki Runko pa so v dvorani nadeli vzdevek »alpinistka« zaradi prehitre hoje.

## Miss sveta 1967
Aleksandra Mandić ni zbudila zanimanja, kakršnega je bila deležna njena predhodnica Nikica Marinović. Bila je 24. med 55 tekmovalkami.